# Alessio Trentini
Alessio Trentini (Trento, 19 juli 1994) is een Italiaans langebaanschaatser. Zijn specialisatie ligt op de korte afstanden.
Tijdens de Olympische Winterspelen 2022 in Peking vertegenwoordigde hij Italië op de 1500 meter. Hij eindigde 25e met een tijd van 1.48,33. Op de ploegenachtervolging eindigde hij als 7e.
Trentini heeft een relatie met oud-langebaanschaatser Eliška Dřímalová.

## Persoonlijke records[2]
| Afstand    | Tijd    | Datum            | Baan            |
| ---------- | ------- | ---------------- | --------------- |
| 500 meter  | 35,67   | 27 januari 2024  | Salt Lake City  |
| 1000 meter | 1.08,23 | 26 januari 2024  | Salt Lake City  |
| 1500 meter | 1.43,48 | 27 januari 2024  | Salt Lake City  |
| 3000 meter | 3.55,37 | 16 oktober 2021  | Inzell          |
| 5000 meter | 7.37,22 | 28 december 2013 | Baselga di Pinè |

## Resultaten
| Jaar | EK Sprint                | WK Sprint                | WK Afstanden | Olympische Spelen | WK Junioren                  |
| ---- | ------------------------ | ------------------------ | ------------ | ----------------- | ---------------------------- |
| 2013 |                          |                          |              |                   | 44e 500m 31e 1000m 40e 1500m |
| 2014 |                          |                          |              |                   | 23e 500m 27e 1000m 27e 1500m |
|      |                          |                          |              |                   |                              |
| 2019 |                          |                          | 23e 1500m    |                   |                              |
|      |                          |                          |              |                   |                              |
| 2022 |                          |                          |              | 25e 1500m         |                              |
| 2023 | 16e (17e, 16e, 17e, 15e) |                          | 12e 1500m    |                   |                              |
| 2024 |                          | 21e (25e, 16e, 27e, 15e) | 8e 1500m     |                   |                              |

(#, #, #, #) = afstandspositie op sprinttoernooi (500m, 1000m, 500m, 1000m).